# Lythrypnus crocodilus
Lythrypnus crocodilus és una espècie de peix de la família dels gòbids i de l'ordre dels cipriniformes que es troba des de les Bahames i les Antilles fins a Tobago. També és present a Belize, Hondures i l'Illa Providencia (Nicaragua).